# جيم جونز (سياسي كندي)
جيم جونز هو سياسي كندي، ولد في 4 فبراير 1943 في Warwick, Ontario ‏ في كندا. نشط حزبياً في الحزب الكندي التقدمي المحافظ. وقد انتخب عضو مجلس العموم الكندي.